# Ainay-le-Château
Ainay-le-Château – miejscowość i gmina we Francji, w regionie Owernia-Rodan-Alpy, w departamencie Allier.

## Demografia
Według danych na rok 1990 gminę zamieszkiwało 1458 osób, a gęstość zaludnienia wynosiła 61 osób/km². W styczniu 2015 r. Ainay-le-Château zamieszkiwało 1035 osób, przy gęstości zaludnienia wynoszącej 43,3 osób/km².